# Portada/article maig 25

## Parlament Europeu
El Parlament Europeu és la institució parlamentària de la Unió Europea (UE), elegida per sufragi directe. Exerceix la funció legislativa de la UE juntament amb el Consell de la Unió Europea i la Comissió Europea. Els seus propis diputats consideren que es tracta d'una de les assemblees legislatives més poderoses del món. El Parlament es compon actualment de 766 eurodiputats, que representen el segon electorat democràtic més gran del món (després del Parlament de l'Índia), així com l'electorat democràtic transnacional més gran.
El Parlament Europeu opera des de tres ciutats: Brussel·les (Bèlgica), Luxemburg i Estrasburg (França). Les oficines administratives es troben a Luxemburg i les sessions plenàries se celebren a Estrasburg i Brussel·les, ciutat on també es reuneixen les comissions.